# Oscar Milani
Pour les articles homonymes, voir Milani.
Oscar Milani est un claveciniste argentin, né le 24 novembre 1946 à Rosario, où il a suivi des études de médecine et de musique. 
Ses activités de soliste et chambriste avec l'ensemble La Camerata Bariloche le font se produire dans plusieurs pays d’Amérique du Sud et d’Europe.
Sa quête d’authenticité lui fait construire l’un des premiers clavecins de facture historique de son pays, chaleureusement salué par la critique européenne.
Une bourse du gouvernement allemand lui permet de continuer ses études en Europe. D’abord avec Kenneth Gilbert à Stuttgart, puis auprès de Marinette Extermann, Johann Sonnleitner, Colin Tilney, Bob van Asperen, auprès desquels il suit plusieurs stages. Il organise en 1982 un premier cours, réunissant les artistes les plus en vue du moment, consacré à la musique ancienne dans le Sud de l’Allemagne. Ensuite, il se consacre à l’enseignement auprès des jeunes au sein des AMJ[Quoi ?].
Il participe pendant dix ans aux cours de musique ancienne de Neuburg/Donau, réunissant des élèves de toute l’Europe, en compagnie de son ami et compatriote Gabriel Garrido (Ensemble Elyma).
Oscar Milani est professeur de clavecin, de musique de chambre et de basse continue à la Hochschule de Nürnberg depuis 1981, et depuis 1993, à la Hochschule für Kirchenmusik de Bayreuth.
Il s’intéresse au répertoire contemporain en tant qu’interprète et enregistre des œuvres d'Astor Piazzolla en transcription originale avec Mario Raskin, le Concerto de Hugo Distler et la Petite Symphonie concertante de Frank Martin.